# تیلتون نرتفیلد (نیوهمپشایر)
تیلتون نرتفیلد (به انگلیسی: Tilton Northfield) شهری در ایالت نیوهمپشایر کشور ایالات متحده آمریکا است که جمعیت آن در سرشماری سال ۲۰۱۰ میلادی، ۳٬۰۷۵ نفر بوده‌است.